# Krištof 01
Krištof 01 (také Krištof 1, dříve Krištof 11, česky Kryštof 11) je volací znak a všeobecně rozšířené označení vrtulníku a základny letecké záchranné služby v Bratislavském kraji na Slovensku. Letecká záchranná služba byla v Bratislavě poprvé do provozu uvedena 15. října 1990. Jednalo se o jedenáctou stanici letecké záchranné služby na území Československa, která byla uvedena do provozu. Prvním provozovatelem byl státní podnik Slov-Air, který pro potřeby letecké záchranné služby používal sovětské vrtulníky Mil Mi-2. Později došlo ke změně provozovatele, společnost BEL AIR nasazovala pro leteckou záchrannou službu vrtulník Bell 206. V současné době je provozovatelem základny a vrtulníku společnost Air - Transport Europe (ATE), která leteckou záchrannou službu zajišťuje jako nestátní zdravotnické zařízení. Společnost ATE převzala provoz této stanice 15. srpna 2001. Ve stejný den převzala společnost ATE provoz letecké záchranné služby také na stanici Krištof 02 v Banské Bystrici. Zpočátku používala stroje Mil Mi-2, od dubna 2004 jsou používány pro leteckou záchrannou službu moderní dvoumotorové vrtulníky Agusta A109K2. Provoz stanice je nepřetržitý.
Při vzniku stanice v roce 1990 nesl vrtulník volací znak Krištof 11 (česky Kryštof 11). Poté, co společnost ATE převzala provoz letecké záchranné služby na všech stanicích na Slovensku, se volací znak změnil na Krištof 01.